# Antikolonialism
Antikolonialism, motstånd mot kolonialism, mot att stater och andra makter söker behärska och exploatera främmande territorier och folk. Starka stater har i alla tider sökt lägga under sig andra områden. När antikolonialismen under 1800-talet och 1900-talet växte till en rörelse i Afrika och Asien fick den ofta en nationalistisk, men även en socialistisk inriktning. Anhängare av denna rörelse i västvärlden var däremot oftast främmande för det nationalistiska sentimentet.